# Dialetto balearico
Si chiama baleare o balearico la famiglia dei dialetti catalani parlati nelle Isole Baleari; le sue sottovarianti sono il maiorchino (mallorquí) a Maiorca, il minorchino (menorquí) nell'isola di Minorca e l'ibizenco (eivissenc) nelle Pitiuse (Illes Pitiuses) formate da Ibiza (Eivissa) e Formentera.

## Antecendenti
La lingua baleare venne portata dagli abitanti provenienti dal Rossiglione e dall'Ampurdán ai tempi della conquista di Maiorca da parte del re Giacomo I d'Aragona, per cui, si conservano caratteristiche dialettali imparentate con le varianti di dette zone. Tuttavia, il fatto che l'arcipelago baleare, per la sua posizione strategica nel Mediterraneo, si convertisse in centro commerciale e in ponte per l'espansione catalana/aragonese, apportò prestiti lessicali presi da altre lingue, come il francese, l'italiano, il provenzale e il greco. D'altra parte, il dominio britannico su Minorca nel XVIII secolo, introdusse alcune parole di origine inglese come: “xoc” (“chalk”: “gesso”), “escrú” (“screw”: “vite”), ecc.

## Caratteristiche
Il tipo baleare possiede caratteristiche generali di questo blocco dialettale che sono diverse in funzione del sottodialetto corrispondente. Tuttavia, le più comuni sono:
- Fonetica:
  - Nelle combinazioni di verbo + pronome atono, l'accento cade su quest'ultimo elemento, eccetto nell'ibizenco. Per esempio, comprar-ne avrebbe "-ne" come sillaba tonica.
  - Le parole sdrucciole, in parte dell'isola di Maiorca, terminanti in -ia perdono la "a". Per esempio, glòria si pronuncerebbe glòri.
  - Yodizzazione tradizionale. Assenza di yeismo eccetto per i parlanti più castiglianizzati.
  - Distinzione di v e b, che si pronunciano [v] la prima e [b] la seconda.
- Morfosintassi:
  - Uso generale del cosiddetto articolo salado, ad esclusione della popolazione di Pollensa. La sua forma generale è es/sa, es/ses e s davanti a vocale o acca, ma in base al sottodialetto può adottare anche le forme so (maschile singolare) o ets (maschile plurale). Gli ambiti in cui si usa l'articolo salado e l'articolo normale (el/la, els/les, l') dipendono anche dal sottodialetto. Anche se in generale, si usa però l'articolo normale davanti a parole che si considerano uniche, come Cielo (nel senso di paradiso), Demonio, mar... e davanti alle ore. Per esempio, es cel si riferisce al firmamento e el Cel al paradiso dove vanno i defunti meritevoli.
  - Uso dell'articolo personale en/na, n' davanti a nomi propri di persona.
  - Morfema zero nella prima persona del singolare del presente indicativo. Per esempio, quello che nel catalano centrale sarebbe jo canto (io canto) diventa "jo cant".
  - Nei verbi della prima coniugazione (terminanti in -ar), le forme del plurale della prima e seconda persona si formano con -am, -au. Per esempio, cantam (cantiamo), cantau (cantate).
  - Nei verbi della prima coniugazione (terminanti in -ar), il preterito imperfetto del congiuntivo si forma con -a-, vale a dire, cantàs, cantassis... Sebbene oggigiorno si sia esteso anche alle forme catalane con e e in molti luoghi si usano normalmente entrambe.
  - Nella combinazione di due o più pronomi atoni che precedono una forma verbale, se uno è complemento diretto (CD) e ha la el, la, ecc. e l'altro è complemento indiretto (CI), e ha la forma me, te, ecc., appare prima il pronome CD. Esempi: la me dóna (me la dà), el se menja (se lo mangia).
- Lessico:
  - Conservazione di una grande quantità lessicale, soprattutto arcaismi, dovuta all'isolamento delle isole e alle diverse influenze linguistiche che le hanno lambite. Il lessico varia abbastanza a seconda del sottodialetto. Esempi: al·lot per noi (ragazzo), moix per gat (gatto), besada per petó (bacio), ca per gos (cane) o rata-pinyada per rat-penat (pipistrello).